# Paul Caffyn
Paul Caffyn (* 1946) ist ein neuseeländischer Kanusportler, der zahlreiche Inseln mit dem Seekajak umrundete.
Caffyn arbeitete als Geologe im Braunkohlebergbau seines Wohnortes Runanga an der Westküste Neuseelands.

## Kayak-Expeditionen
- 1978: Umfahrung der Südinsel von Neuseeland. Die Expedition startete entlang der Fjordküste gemeinsam mit Max Reynolds. Später paddelte Caffyn mit Landunterstützung allein weiter und vollendete die Umfahrung in 76 Tagen.[1]
- 1978/79: Umfahrung der Nordinsel von Neuseeland; Solo-Tour mit Landunterstützung in 86 Tagen mit anschließender Überquerung der Cookstraße im Seekajak[2]
- 1979: Umfahrung von Stewart Island, Neuseeland; gemeinsame Expedition mit Max Reynolds im August und September 1979, ausgehend von Bluff mit einer Überquerung der Foveauxstraße[3]
- 1980: Umfahrung von Großbritannien. Gemeinsam mit Nigel Dennis umfuhr Caffyn Großbritannien in 85 Tagen.
- 1981/82: Umfahrung von Australien in 361 Tagen, nach ihm erst wieder von Freya Hoffmeister 2009 wiederholt
- 1985: Allein-Umfahrung der vier Hauptinseln Japans: Hokkaidō im Norden, die zentrale und größte Insel Honshū sowie daran nach Süden anschließend die Inseln Shikoku und Kyūshū
- 1991: Befahrung der vollständigen Küstenlinie Alaskas
- 1997: Umfahrung von Neukaledonien
- Zwei Versuche, die Tasmansee zu überqueren
- 2001/2002: Umfahrung von Phuket, Thailand

## Auszeichnungen
- 2012: Officer des New Zealand Order of Merit[4]

## Schriften
- The Dreamtime Voyage around Australia Kayak Odyssey, ISBN 0-473-02349-0
- Cresting the Restless Wave, North Island Kayak Odyssey, ISBN 0-9597823-1-1
- Dark Side of the Wave, Stewart Island Kayak Odyssey. ISBN 0-9597823-0-3
- Obscured by Waves, South Island Canoe Odyssey. ISBN 0-86868-002-8
- The Dreamtime Voyage around Australia Kayak Odyssey (25th anniversary edition), ISBN 978-0-9583584-4-6